# Żółw błotny
Żółw błotny (Emys orbicularis) – gatunek żółwia z rodziny żółwi błotnych (Emydidae) i podrzędu żółwi skrytoszyjnych. Jedyny gatunek żółwia żyjący naturalnie w Polsce. W środowisku naturalnym żyje kilkadziesiąt lat.

## Morfologia
Karapaks barwy oliwkowobrązowej, jest średnio wypukły, pokrywają go gładkie, regularne rogowe tarcze. Na każdej większej tarczy rozchodzą się promieniście od jednego punktu żółte kreski. Plastron pokryty dużymi nieregularnymi jasnymi plamami jest dobrze wykształcony, u samców środkowa część nieco wklęsła. Głowa, szyja i odnóża pokryte licznymi małymi żółtymi plamkami. Zdarzają się okazy czarne i bezplamiste. Źrenice oczu są okrągłe. Samce mają z reguły tęczówkę rudopomarańczową lub brązową, a samice mają oczy upstrzone żółtymi plamkami z niekiedy całkiem żółtą tęczówką. Palce spina błona pławna. Szczególnie u samców długie i ostre pazury.
Rozmiary
- Długość karapaksu samic 17–19 cm (rzadko ponad 20 cm), samców 14–17 cm (rzadko ponad 18 cm)[7].
- Masa ciała samic 0,8–1 kg (rzadko ponad 1,2 kg), samców 0,4–0,7 kg (rzadko ponad 0,8 kg)[7].

## Biologia i ekologia
BiotopŻółw błotny jest gatunkiem nizinnym, a jego środowiskiem jest woda, którą opuszczają tylko samice dla złożenia jaj. Zamieszkuje nieduże, zarastające jeziorka, leśne oczka wodne, bagna, gęsto zarośnięte i trudno dostępne starorzecza, duże stawy oraz wolno płynące rzeczki z gęstą roślinnością.
PokarmJest drapieżnikiem, poluje i odżywia się wyłącznie pod wodą. Zjada owady wodne i ich larwy, ślimaki, małże, kijanki, żaby, małe ryby. Nie gardzi też martwą zdobyczą. Mniejszą zdobycz połyka w całości, a większą chwyta szczękami i rozrywa pazurami.
ZachowanieWiększość czasu spędza w wodzie, ale oddycha powietrzem atmosferycznym za pomocą płuc. Pod powierzchnią wody może przebywać nawet do jednej godziny. Jest bardzo płochliwy, doskonale pływa, nurkuje, widzi oraz wyczuwa zbliżającego się intruza, stąd bardzo trudno go spotkać. Kiedy nie jest płoszony, lubi wychodzić z wody i wygrzewać się na słońcu. Zimuje zagrzebany głęboko w mule na dnie zbiornika wodnego przez około 5 miesięcy. Ze snu budzi się w kwietniu lub maju, w zależności od pogody.
RozmnażanieGody odbywa od końca kwietnia do początku czerwca. Jaja najczęściej składa na przełomie maja i czerwca, w porze zakwitania kosaćca żółtego. Żółwica wychodzi wtedy na ląd, by szukać odpowiedniego miejsca do ich złożenia. Można ją spotkać nawet 4 do 5 km od macierzystego zbiornika. Gdy odnajdzie właściwe, odpowiednio nasłonecznione i suche miejsce, przystępuje do budowy gniazda. Tylnymi łapami kopie dołek w twardej ziemi, głęboki na 12–16 cm, który w swoim przekroju jest podobny do gruszki, o średnicy ok. 10 cm, z prowadzącym doń tunelem o średnicy 5 cm. Kształt komory, w której zostaną złożone jaja, swoim wyglądem przypomina gotyckie sklepienie. Wykopanie komory lęgowej zajmuje żółwicy co najmniej 2 godziny. Następnie wprowadza ona do tunelu łapę, po której staczają się jaja. Złożone jajo jest przesuwane do ściany komory, zanim zostanie złożone następne. Składanie jaj trwa kilkadziesiąt minut. Przeciętnie od 6 do ok. 16 jaj w cienkich wapiennych skorupkach o wymiarach ok. 2 × 3 cm. Po złożeniu jaj samica zasypuje i maskuje wejście do gniazda, po czym wraca do macierzystego zbiornika. Młode żółwie wylęgają się z końcem sierpnia, a w zimniejszych rejonach nawet dopiero na wiosnę. Młode po wykluciu mają długość około 2,5 cm i miękki pancerz nie zabezpieczający ich przed żadnym zagrożeniem. Po wydostaniu się z gniazda rozpoczynają wędrówkę do leśnych oczek, jezior i moczarów. W wędrówce tej narażone są na ataki jenotów, wydr, lisów i borsuków. Dopiero po upływie 6 lat pancerz na tyle twardnieje, że żółwie mogą czuć się bezpieczne. Samce dojrzałość płciową uzyskują po kilku latach, samice po kilkunastu. Niektóre źródła podają, że po 14–20 latach. Przyjmuje się, że różnice w wyglądzie zewnętrznym między płciami stają się wyraźne w wieku około 10 lat.

## Występowanie

### Na świecie
Zasięg obejmuje południową i środkową Europę, zachodnią Azję i północno-zachodnią Afrykę. W Europie sięga na północy po Francję, Niemcy, Polskę, Łotwę. W kilku krajach europejskich uważany za wymarły m.in. w Belgii, Czechach, Danii, Estonii, Luksemburgu, Holandii, Szwajcarii. Reintrodukowany został do Czech, Danii, Szwajcarii i Wielkiej Brytanii. Północną granicą jego zasięgu jest 50°N. Na Krymie sięga do 800 m n.p.m.

### W Polsce
Dawniej spotykany na terenie całej Polski, obecnie żółw błotny jest bardzo rzadki i występuje wyspowo.
| Mapa występowania żółwi błotnych w Polsce 123456789101112131415161718192021222324252627282930313233343536373839404142434445464748495051525354 Występowanie żółwi błotnych w Polsce. · Miejsca gdzie zaobserwowano żółwie błotne w środowisku naturalnym · 1 - Bagno Całowanie · 2 - rzeka Banówka · 3 - Obszar Chronionego Krajobrazu Bory Niemodlińskie · 4 - Poleski Park Narodowy · 5 - Rezerwat przyrody Żółwiowe Błota · 6 - Drawieński Park Narodowy · 7 - Kozienicki Park Krajobrazowy · 8 - Puszcza Augustowska · 9 - Rezerwat przyrody Jezioro Orłowo Małe · 10 - Park Krajobrazowy Puszcza Zielonka · 11 - Puszcza Rzepińska · 12 - Rezerwat przyrody Ostoja żółwia błotnego · 13 - Rezerwat przyrody Borowiec · 14 - Nadbużański Park Krajobrazowy · 15 - Dolina Dolnej Tanwi · 16 - Iński Park Krajobrazowy · 17 - Dolina Małej Panwi · 18 - jezioro Żukówko · 19 - Dolina Wieprza i Studnicy · 20 - Roztoczański Park Narodowy · 21 - Cedyński Park Krajobrazowy · 22 - Nadwieprzański Park Krajobrazowy · 23 - rzeka Kosa · 24 - Puszcza Notecka · 25 - Wielki Bytyń · 26 - Chełmski Park Krajobrazowy · 27 - Lasy Bierzwnickie · 28 - okolica wsi Goszcz · 29 - Ostoja żółwia Baranowo · 30 - Barlinecko-Gorzowski Park Krajobrazowy · 31 - Jezioro Goczałkowickie · 32 - jezioro Oświn · 33 - Łomżyński Park Krajobrazowy Doliny Narwi · 34 - Park Krajobrazowy Pojezierze Łęczyńskie · 35 - Pawłowski Obszar Chronionego Krajobrazu · 36 - okolica wsi Podebłocie · 37 - Puszcza Białowieska · 38 - Gryżyński Park Krajobrazowy · 39 - Stawy Kiszkowskie · 40 - Strzelecki Park Krajobrazowy · 41 - Tenczyński Park Krajobrazowy · 42 - Rezerwat przyrody Jezioro Wiejki · 43 - Rezerwat przyrody Olszyna Łęgowa w Kalnicy · 44 - Nadleśnictwo Krasiczyn · Placówki gdzie można zobaczyć żółwie błotne · 45 - Ogród Zoologiczny w Warszawie · 46 - Ogród Zoologiczny we Wrocławiu · 47 - Stare Zoo w Poznaniu · 48 - Ogród Zoologiczny w Zamościu · 49 - Ogród Fauny Polskiej Zoo w Bydgoszczy · 50 - Miejski Ogród Zoologiczny w Łodzi · 51 - Ogród Zoologiczny w Krakowie · 52 - Nadleśnictwo Siewierz · 53 - Arboretum w Bolestraszycach · 54 - Ośrodek Ochrony Żółwia Błotnego PPN w Urszulinie |

## Zagrożenia i ochrona
W Polsce gatunek pod ochroną ścisłą, bardzo rzadki, wymaga ochrony czynnej. Ścisłą ochroną został objęty już w 1935 roku. W 1937 roku były podejmowane próby reintrodukcji tych gadów na bagnach w okolicy Kopanicy. Nie udała się próba restytucji tego gada w Puszczy Kampinoskiej, podjęta w 1956 r. przez prof. Augusta Dehnela.
Wpisany do Polskiej czerwonej księgi zwierząt z kategorią zagrożenia EN, czyli gatunek bardzo wysokiego ryzyka, zagrożony wyginięciem. Od momentu wstąpienia Polski do Unii Europejskiej żółw błotny podlega dyrektywie siedliskowej numer 92/43/EWG w sprawie ochrony siedlisk naturalnych rzadkich gatunków oraz fauny i flory. Obowiązuje też zakaz fotografowania, filmowania i obserwacji mogących powodować płoszenie lub niepokojenie.
Ścisła ochrona żółwia w Polsce owocuje również ochroną miejsc jego występowania (w 2005 roku podawano, że żółwie te zasiedlają około 336 ostoi). W środowiskach, w których bytuje żółw błotny, spotkać można takie rzadkie rośliny jak: widłak, rosiczka okrągłolistna, pływacz i storczykowate oraz zwierzęta: bocian czarny, strzebla błotna i lin.
W celu zachowania populacji żółwia błotnego w Polsce stosuje się akcje ochrony miejsc złożenia jaj oraz sztucznego wylęgu tych gadów w tych latach, w których lato jest zbyt krótkie i zimne. Po podchowaniu (przez pierwszą zimę) są one wypuszczane do naturalnego środowiska (w 2004 r. w województwie lubuskim wypuszczono 150 małych żółwi błotnych do rzeki Ilanki). 
W czerwonej księdze IUCN wpisany w kategorii NT (bliski zagrożenia).

## Terminologia
W niektórych rejonach Polski żółw ten nazywany jest żelazną żabą.